# Ocyropsis
Ocyropsis är ett släkte av kammaneter. Ocyropsis ingår i familjen Ocyropsidae.
Kladogram enligt Catalogue of Life:
| Ocyropsis | \| \| Ocyropsis crystallina \| \| \| \| \| \| Ocyropsis fusca \| \| \| \| \| \| Ocyropsis maculata \| \| \| \| \| \| Ocyropsis pteroessa \| \| \| \| |
|           | \| \| Ocyropsis crystallina \| \| \| \| \| \| Ocyropsis fusca \| \| \| \| \| \| Ocyropsis maculata \| \| \| \| \| \| Ocyropsis pteroessa \| \| \| \| |
|           | Alcinoe |
|           | |
|           | Ocyropsis crystallina |
|           | |
|           | Ocyropsis fusca |
|           | |
|           | Ocyropsis maculata |
|           | |
|           | Ocyropsis pteroessa |
|           | |

|  | Ocyropsis crystallina |
|  |                       |
|  | Ocyropsis fusca       |
|  |                       |
|  | Ocyropsis maculata    |
|  |                       |
|  | Ocyropsis pteroessa   |
|  |                       |